# Moishe Rosen
Martin „Moishe“ Rosen (* 12. April 1932 in Kansas City, Missouri; † 19. Mai 2010 in San Francisco) war der Gründer und spätere Geschäftsführer von Jews for Jesus, einer evangelikalen Missionsgesellschaft, die sich an Juden wendet.

## Leben und Werk
Rosen wurde als Martin Meyer Rosen in Kansas City geboren. Anfang der 1970er Jahre änderte er seinen Vornamen zu Moishe. Seine Eltern Ben Rosen und Rose Baker waren europäische orthodoxe jüdische Einwanderer. Rosen wuchs in Denver auf. Er besuchte das Colorado College, wo er seine zukünftige Ehefrau Ceil Starr (* 1932), die ebenfalls Jüdin war, kennenlernte. Rosen hatte zunächst eine ablehnende Haltung zur Religion.
Am 18. August 1950 heirateten Starr und Rosen in einer orthodoxen Synagoge. Kurz nach ihrer Heirat begann Starr sich für das Christentum zu interessieren und konvertierte 1953 zum Christentum. Im gleichen Jahr konvertierte auch Rosen zum Christentum. Er gab seine Stelle als Verkäufer auf und zog mit seiner Frau nach New York. Er besuchte das „Northeastern Bible College“ in New Jersey und schloss sich dem „American Board of Missions to the Jews“ an, heute „Chosen People Ministries“, einer Organisation, welche die Judenmission zum Ziel hat. Nach seinem College-Abschluss im Jahr 1957 wurde er als Pastor einer konservativen Baptistenkirche ordiniert. Im gleichen Jahr ging er nach Los Angeles um verschiedene jüdisch-christliche Gruppen zu betreuen. 1967 kehrte er als Geschäftsführer des „American Board of Mission to the Jews“ nach New York zurück,  übersiedelte 1970 nach San Francisco, wo er als Missionar unter Hippies zu arbeiten begann. 1973 verließ er „American Board of Mission to the Jews“ und gründete das Missionswerk Jews for Jesus. Im Jahr 1983 gehörte er zu den Mitbegründern der „Lausanne Consultation on Jewish Evangelism“.
Im Jahr 1986 erhielt er die Ehrendoktorwürde des „Western Conservative Baptist Seminary“ in Portland. 1996 trat er, 64-jährig, als Geschäftsführer von Jews for Jesus zurück, blieb jedoch bis zu seinem Tod einer von insgesamt fünfzehn Vorstandsmitgliedern. 1997 ernannte ihn die „Conservative Baptist Association“ zum „Hero of the Faith“ (Helden des Glauben).
Rosen verfasste zahlreiche Artikel und Bücher und eine große Anzahl Pamphlete, die er als „broadsides“ bezeichnete. Er war Mitglied der First Baptist Church und später der Dolores Park Church in San Francisco, einer Kirche die der Evangelical Covenant Church angehört.
Nach Angabe einer Mitarbeiterin hat Rosen zeit seines Lebens einige jüdische Bräuche beibehalten wie den Seder an Pessach, fastete an Jom Kippur und traute Hochzeitspaare unter einer Chuppah, dem jüdischen Traubaldachin.
Rosen starb am 19. Mai 2010 in San Francisco mit 78 Jahren an Prostata-Krebs.

## Publikationen
Rosen ist der Autor zahlreicher englischsprachiger Bücher. In deutscher Übersetzung erschienen sind:
- Das Evangelium für die Juden. Hänssler-Verlag, Holzgerlingen 2000, ISBN 3-7751-3512-X.
- Jeschua: der jüdische Name von Jesus. Media!Worldwidewings, Bad Nauheim 2007, ISBN 978-3-9809297-8-3.

## Biographie
- Ruth Rosen: Called to Controversy. The Unlikely Story of Moishe Rosen and the Founding of Jews for Jesus. Thomas Nelson 2012, ISBN 978-1-59555-491-8.
  - Raphael Magarik: The Very First Jew for Jesus. Buchbesprechung in: The Jewish Daily Forward. vom 10. April 2012.